# Belgravia – Zeit des Schicksals
Belgravia – Zeit des Schicksals (Originaltitel: Belgravia) ist ein sechsteiliges britisch-US-amerikanisches Historiendrama, das auf dem gleichnamigem Roman von Julian Fellowes basiert. Es ist nach dem gleichnamigen Stadtteil in London benannt, in dem die Serie auch spielt.

## Hintergrund
Am 14. Januar 2019 wurde bekanntgegeben, dass ITV eine Serie über sechs Folgen zu Julian Fellowes' gleichnamigen Roman Belgravia bestellt hat. Fellowes hat mit ITV zuvor für die Serie Downton Abbey zusammengearbeitet, und er sollte auch das Drehbuch zu Belgravia schreiben. Als Regisseur wurde John Alexander vorgesehen, während Colin Wratten als Produzent neben den Executive Producers Gareth Neame, Nigel Marchant und Liz Trubridge fungieren sollte. Belgravia entstand durch das Produktionsunternehmen Carnival Films. Am 8. Februar 2019 wurde die Beteiligung des US-amerikanischen Pay-TV-Senders Epix als Koproduzent neben ITV bekanntgegeben. Die erste Folge wurde am 15. März 2020 im Vereinigten Königreich auf ITV 1 sowie am 12. April 2020 in den Vereinigten Staaten auf Epix erstausgestrahlt.